# Турнюр

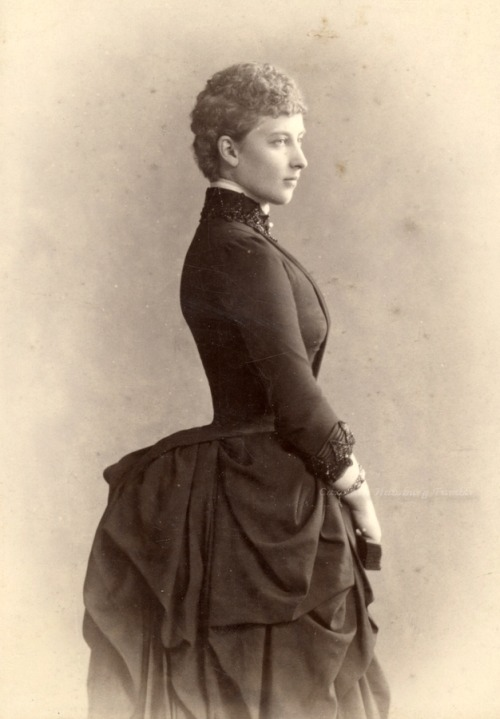
Шарлотта Прусская. Конец 1880-х

Как ненавистны мне турнюры,

Пародии, карикатуры

Столь пышной красоты твоей!
Турню́р (от фр. tournure — «осанка, манера держаться») — принадлежность женского костюма, специальное приспособление для формирования характерного силуэта с нарочито выпуклой нижней частью тела в форме буквы S, модного в конце XIX века. Турнюр подчёркивал талию и придавал фигуре большую рельефность и представлял собой ватную подушечку, валик или сборчатую накладку из простёганной и жёстко накрахмаленной ткани, которые закрепляли при помощи завязок или ленты-кушака чуть ниже талии на заднем полотнище нижней женской юбки. Турнюром называли также саму нижнюю юбку с такой конструкцией.
Турнюр — изобретение французского модельера Чарльза Фредерика Уорта, законодателя парижской и мировой моды середины XIX века. По желанию основной заказчицы императрицы Евгении он пытался возродить пышную моду королевского двора времён Марии-Антуанетты и реконструировать кринолин. Силуэт с турнюром вошёл в моду по всей Европе к 1870 году, в дальнейшем развитии размеры турнюра увеличивались, его объём стал предметом многочисленных иронических высказываний, а к концу 1880-х годов с ним началась борьба, как некогда с кринолином. Турнюр в платье скрывали пышная драпировка, банты, складки и шлейф. Платье с турнюром туго стягивало колени женщины передним полотнищем юбки, которая сильно расширялась к низу, и позволяло женщине сесть только боком на краешек стула, расположив шлейф вокруг ног. В турнюр встраивали складные стульчики, которые незаметно раскладывали и отдыхали от ходьбы.